# White League
Die White League (dt.: weiße Liga) war eine paramilitärische rassistische Organisation von weißen Bewohnern der amerikanischen Südstaaten. 

## Geschichte
Die White League wurde 1874 in Louisiana gegründet und hatte zum Ziel, sich gegen die Reconstruction zur Wehr zu setzen. Weiterhin sollten Schwarze eingeschüchtert und Mitglieder der Republikanischen Partei aus ihren Ämtern getrieben werden. Die Gruppe setzte sich zum größten Teil aus Veteranen der Konföderierten-Armee zusammen. Viele von ihnen waren am rassistischen Colfax-Massaker im Jahr 1873 beteiligt gewesen. Bei diesem Verbrechen waren ehemalige Sklaven angegriffen, überwältigt und später erschossen worden.
Im Unterschied zu ähnlich ausgerichteten Gruppen wie dem Ku-Klux-Klan oder den Knights of the White Camelia trat die White League offen auf und die Identität ihrer Mitglieder war allgemein bekannt. Eine vergleichbare Gruppe waren die Red Shirts, die sich 1875 in Mississippi gegründet hatten und in South Carolina aktiv waren.  
Zu den Anführern der White League gehörte der Bürgerkriegsveteran und ehemalige Sheriff Christopher Columbus Nash. Er begründete seine Verbrechen mit dem Kampf für das Christentum und gegen „Afrikanisierung“.
Die White League war unter anderem für das Coushatta-Massaker verantwortlich, bei dem in der Stadt Coushatta (Louisiana) sechs republikanische Amtsinhaber und zwanzig schwarze Begleiter ermordet wurden.
Am 4. September 1874 lieferten sich 5.000 Mitglieder der White League eine Schlacht mit 3.500 Polizisten der Stadt New Orleans und brachten in der sogenannten Schlacht vom Liberty Place den Regierungssitz des republikanischen Gouverneurs William P. Kellogg in ihre Gewalt. Sie verfolgten Kelloggs Absetzung und die Ernennung des Kandidaten der Demokratischen Partei John McEnery an seiner Stelle. Kellogg bat den US-Präsidenten Grant um Hilfe, der daraufhin Truppen nach New Orleans schickte. Nach drei Tagen hatten diese die alten Machtverhältnisse wiederhergestellt. Bei den Kämpfen verloren 100 Menschen ihr Leben.
1876 erreichte die Demokratische Partei eine Mehrheit im Parlament von Louisiana und verschaffte ehemaligen Mitgliedern der White League Positionen in der Staatsmiliz und der Nationalgarde.